# Bergouey
Bergouey település Franciaországban, Landes megyében. Lakosainak száma 109 fő (2022. január 1.). Bergouey Brassempouy, Caupenne, Gaujacq, Maylis és Saint-Cricq-Chalosse községekkel határos.

## Népesség
A település népességének változása:
| Lakosok száma | 133  | 118  | 111  | 116  | 95   | 96   | 98   | 105  | 108  | 109  |
|               | 1968 | 1982 | 1990 | 2006 | 2013 | 2015 | 2017 | 2019 | 2020 | 2022 |